# Bârsești (Budești), Vâlcea
Bârsești este un sat în comuna Budești din județul Vâlcea, Muntenia, România. Satul Bârsești nu e în Muntenia, ci, în Oltenia ( râul Olt e chiar lângă satul Bârsești, ca și lângă toată comuna Budești.). Multe comune vecine cu Budești trebuie trecute ca aparținând zonei Oltenia, nu Muntenia!.